# Piotr Murdzia
Piotr Murdzia (Danzica, 20 febbraio 1975) è uno scacchista polacco.

## Biografia
Maestro Internazionale nel gioco a tavolino, è noto principalmente per essere tra i più forti solutori di problemi e studi di scacchi del mondo, ottenendo il titolo di Grande Maestro della soluzione.
Ha vinto per un record di otto volte il titolo individuale del Campionato del mondo di soluzione (dal 2002 al 2018) e undici volte il titolo a squadre con la Polonia (dal 2009 al 2019). 
Nel rating dei solutori della WFCC di ottobre 2021 è al terzo posto con 2655 punti, dietro a Georgy Evseev (2747 punti) e Andrej Zhuravlev (2683 punti).